# 392. легионарска дивизија
392. легионарска дивизија Вермахта (звана "Плава") формирана је током јесени 1943. на полигону у Аустрији од немачких официра, подофицира и специјалистичких струка, и хрватских регрута. У борбу је укључена 1. јануара 1944. у саставу 15. брдског корпуса Друге оклопне армије, у области између Карловца и Хрватског приморја. Заједно са потчињеним усташким и домобранским снагама, водила је бројне операције против снага Четвртог и Једанаестог корпуса НОВЈ.
Главни одбрамбени задатак дивизије било је одржавање отвореним саобраћајнице Загреб - Карловац - Ријека и личке магистрале. У духу директиве штаба Друге оклопне армије о држању иницијативе, дивизија је са потчињеним јединицама организовала бројне ударе против јединица и позиција НОВЈ.
Дивизија је поражена, разбијена, а затим и уништена током Личко-приморске операције 4. армије ЈА марта и априла 1945. У борби са деловима 19. далматинске дивизије код Цриквенице погинуо је 10. априла 1945. командант дивизије генерал-лајтнант Јохан Микл.

## Историја

### Оснивање
Након осовинске инвазије на Совјетски Савез у јуну 1941, Анте Павелић, вођа новостворене осовинске марионетске државе Независне Државе Хрватске (НДХ), је понудио Адолфу Хитлеру добровољце да служе на Источном фронту. Исход ове понуде је било образовање и слање армијских, ваздухопловних и поморских јединица, које су, по обуци и опремању у Немачкој, биле задужене за борбу против Црвене армије. Највећа од њих је била 369. хрватска ојачана пешадијска пуковнија, која је била у саставу 100. ловачке дивизије, али је била десеткована у Стаљинграду јануару 1943. Хрватске јединице су се добро показале на Источном фронту, и Немци су наставили да подржавају развој оружаних снага НДХ са циљем да образују још неколико дивизија да тамо служе. Због недостатка обучених вођа и штапског особа, ове дивизије су биле осниване уз помоћ немачког официрског кадра.
Почевши од 17. августа, 392. (хрватска) пешадијска дивизија је била прикупљена и обучавана у Аустрији као трећа и последња хрватска дивизија образована за службу у Вермахту, након њених сестринских дивизија 369. (хрватске) пешадијске дивизије и 373. (хрватске) дивизије. Једна пешадијска дивизија и дивизијска артиљеријска пуковније су биле образоване у Делерсхајму, друга пешадијска пуковнија у Цветлу, сигнални батаљон у Штокерауу и пионирски батаљон у Кремсу. Сачињавало ју је око 3.500 припадника немачког кадра и 8.500 војника Хрватског домобранства, редовне војске НДХ. Образована је под командом геенерал-мајора Јохана Микла који је остао њен командант све до последњих недеља рата. Микл је био Аустријанац који је служио под Ервином Ромелом у Француској и северној Африци, где је био одликован Гвозденим крстом. Такође је заповедао 11. оклопном дивизијом на Источном фронту, где је био одликован Витешким крстом са хрстовим лишћем. Дивизија је носила униформе Вермахта са грбом НДХ на десном рукаву. Иако је првобитно планирана да се користи на Источном фронту, недуго по њеном оснивању Немци су одлућили да она неће бити коришћена изван НДХ. Дивизија је пребачена у НДХ у јануару 1944. да се бори против партизана на територији НДХ. Била је такође позната и као „Плава дивизија”.